# BSN新潟放送局
BSN新潟放送局（ビーエスエヌにいがたほうそうきょく）は、新潟市中央区川岸町にある新潟放送の中波ラジオ放送およびテレビ放送の本社演奏所である。

## 概要
- 現本社演奏所は、旧新潟県新潟地域振興局の敷地を借りて、振興局ビルの隣に建てられた。その後、テレビ放送開始のため拡張され、現在に至る。
- 開局時の本社演奏所は、現新潟市中央区にあった大和新潟店ビルの上階にあったが、下記の通り、新潟大火で焼失した。
- 初代ラジオ送信所は1952年12月5日から1956年12月24日まで新潟市網川原（現:中央区美咲町）に置かれ、1955年10月1日の新潟大火 (1955年)で本社演奏所を焼失した直後から約7か月間、初代送信所が本社演奏所として改装され使われた。